# 빅토르 프란츠 헤스
빅토르 프란츠 헤스(독일어: Victor Franz Hess, 1883년 ~ 1964년)는 오스트리아계 미국인 물리학자이다. 우주선에 대한 연구로 칼 데이비드 앤더슨과 함께 1936년 노벨 물리학상을 받았다. 1944년 미국 시민권을 획득하였으며, 영어식 이름인 빅터 프랜시스 헤스(Victor Francis Hess)로 적기도 한다.

## 생애
오스트리아에서 출생하였다. 1901년부터 1905년까지 그라츠 대학교를 다녔다. 졸업 후에 물리학 연구를 계속하여 1910년에는 박사 학위를 받았다. 1910년부터 1920년까지 빈 과학 아카데미의 라듐 연구소에서 조교를 맡았다. 1921년, 휴가를 얻어 미국을 여행하였다. 1923년 그라츠 대학교로 돌아와서 1925년 실험물리학과 교수로 부임했다. 1931년에는 인스브르크 대학에서 물리학 교수와 방사선 연구소의 소장을 역임했다.
1938년 유태인 부인과 함께 나치의 탄압을 피해 미국으로 이주했다. 포드햄 대학교에서 물리학과 교수 자리를 제공했다. 1944년 미국 시민권을 획득했다. 1956년 포드햄 대학교에서 은퇴한 후, 1964년 12월 17일, 뉴욕주 마운트버넌에서 사망했다.

## 선구적인 발견
1911년과 1913년 사이에, 헤스는 우주선에 관한 실험을 하였고, 이 업적으로 1936년 노벨 물리학상을 받게 되었다.
수 년 동안 과학자들은 대기에서 측정되는 이온화 방사선의 수치에 의문을 가져왔다.
그 당시에는 방사성의 근원인 지구로부터 멀어질수록 방사능 수치가 낮아질 것이라는 가정이 지배적이었다.
이전의 검전기들은 대략적의 방사능 측정 결과를 제공하였는데, 대기에서의 방사능 수치가 지표에서의 방사능 수치보다 더 높게 나왔었다.
헤스는 이 의문을 풀기위해, 정밀한 측정 장치를 가지고 직접 풍선을 타고 방사능 수치를 측정하였다.
그는 1911-1912년 5.3km 높이에서까지 방사능 수준을 측정하였다.
자신에게 상당한 위험을 감수하며, 위험한 비행은 낮과 밤에 모두 시도 되었다.

헤스의 엄밀한 결과는 비엔나 과학 학회지 (Proceedings of the Viennese Academy of Sciences)에 출판되었는데,
지상 1km까지는 방사선 수치가 감소하나, 그 위에서는 방사선 수치가 증가하며, 5km의 고도에서는 해수면에서의 방사선 수치의 두 배가 측정되었다고 발표되었다.
그의 결론은 지구 밖에서 대기로 들어오는 방사능이 있다는 것이었고, 그의 발견은 1925년 로버트 밀리컨에 의해 확인되었다.
우주선(cosmic rays)이라는 이름은 밀리컨에 의해 붙여졌다.
헤스의 발견은 이후, 핵물리학 분야의 수많은 새로운 발견들의 시초가 되었다.